# صراع درامي

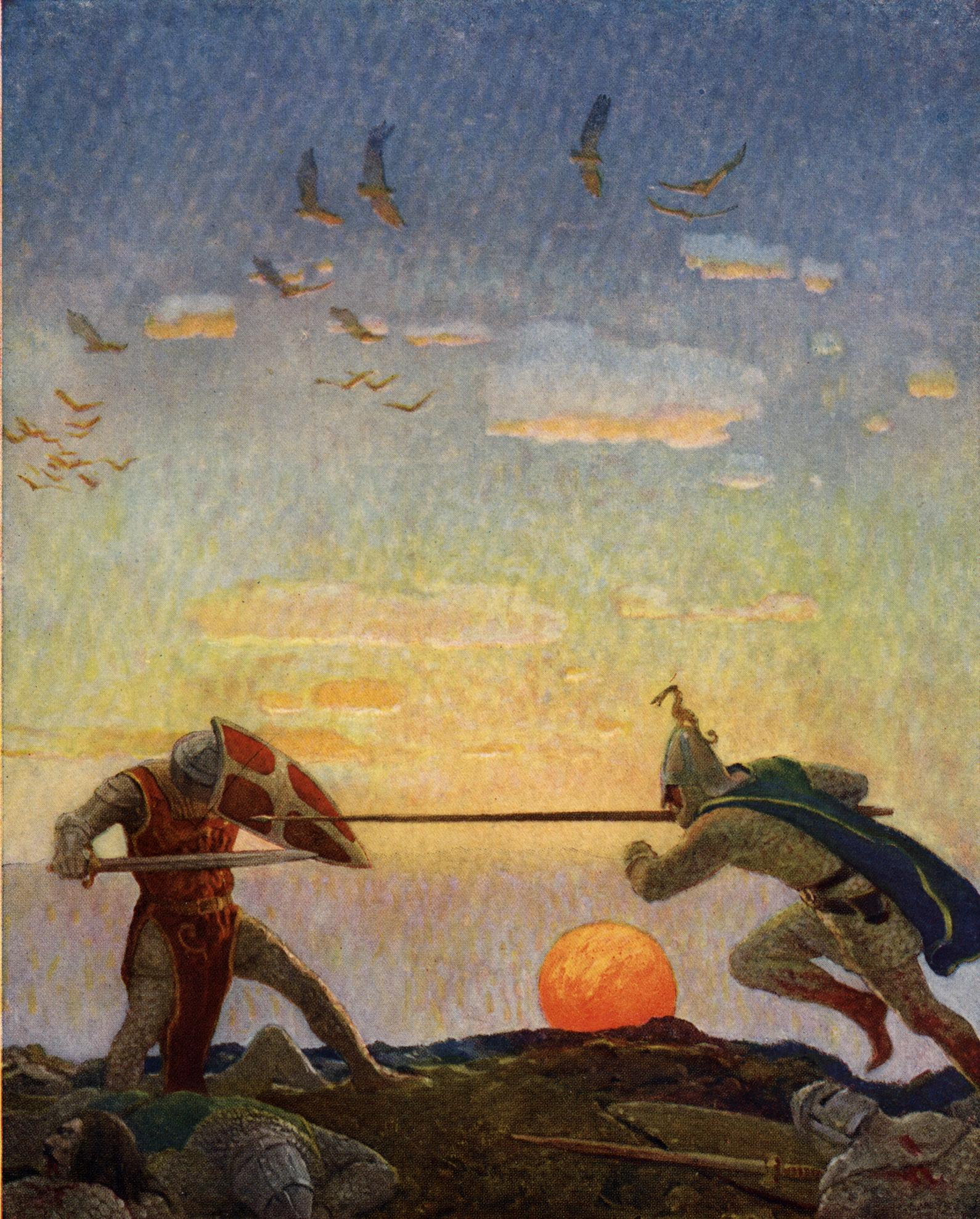
يتخذ الصراع أشكالًا عديدة، منها صراع الإنسان ضد الإنسان كما هو موضح في الصورة التي تجسد معركة الملك آرثر ضد موردريد. وهو شائع بصفة خاصة في الأدب التقليدي، والحكايات الخرافية، والخرافات.

يُعرف الصراع الدرامي في سياق أدب الرواية بأنه التحدي الذي تضطر الشخصية الرئيسية لمواجهته حتى تصل إلى هدفها.
يُعد الصراع عنصرًا أدبيًا هامًا في القصص والبنايات الدرامية التقليدية، إذ أنه يخلق عدة تحديات في القصة تجعل القارئ يشكك في ما إذا كان الهدف المنشود سوف يتحقق في النهاية أم لا. لا تقتصر القصص على صراع واحد فقط. يؤدي حسم الصراع إلى إخماد الشكوك في نفس القارئ وشعوره بالرضا عن نهاية القصة، ولكن الصراعات الدرامية لا تُحسم بالضرورة في نهاية القصص.

## تصنيف
ينقسم الصراع في أدب الخيال إلى ثلاثة أصناف رئيسية: صراع الإنسان ضد الإنسان، والإنسان ضد الطبيعة، والإنسان ضد النفس. رغم أن تلك التصنيفات يُستشهد بها في أحيان كثيرة، إلا أنها غير متعارف عليها لدى الجميع. فمثلًا، ترى أيان راند أن «الإنسان ضد الطبيعة» ليس صراعًا من الأساس لأن الطبيعة لا تمتلك حرية الإرادة وليس بوسعها أن تتخذ أي قرارات واعية. وفي بعض الأحيان يستشهد الناس بنوع رابع من الصراع يُدعى «الإنسان ضد المجتمع».إلى جانب ذلك تنطوي الأعمال الأدبية على أنواع أخرى من الصراع مثل الإنسان ضد الآلة (مثال: ذا ترمنايتور، وعالم رائع جديد)، والإنسان ضد القدر (المسلخ الخامس)، والإنسان ضد الشيء الخارق للطبيعة (البريق)، والإنسان ضد الإله (أنشودة من أجل لايبوفيتز). 

### الإنسان ضد الإنسان
يظهر صراع الإنسان ضد الإنسان في القصص التي تقاتل فيه الشخصيات بعضها بعضًا. وهو صراع خارجي. قد يتجسد الصراع في صورة عداوة مباشرة، مثل القتال المسلح أو السطو المسلح، وقد يكون صراعًا خفيًا بين رغبات شخصيتين أو أكثر، كما الحال في الملحميات الرومانسية والعائلية. هذا النوع من الصراع شائع للغاية في الأدب التقليدي والحكايات الخرافية والخرافات. من بين الأمثلة على صراع الإنسان ضد الإنسان العلاقة المتوترة بين بطل الفيلم وزوج والدته في فيلم حياة هذا الفتى. من بين الأمثلة الأخرى: صراع دوروثي مع ساحرة الغرب الخبيثة في رواية ساحر أوز العجيب، والمواجهة التي خاضها توم سوير مع إنجان جو في مغامرات توم سوير.

### الإنسان ضد الطبيعة
صراع الإنسان ضد الطبيعة هو صراع خارجي تواجه فيه الشخصية حيوانًا أو قوة طبيعية مثل الأعاصير والثلج. يمثل صراع الإنسان ضد الطبيعة السمة المحورية لرواية إرنست همينغوي (الشيخ والبحر) حيث يتنازع بطل الرواية مع سمكة مرلينية. وهي سمة شائعة كذلك في قصص المغامرات مثل روبنسن كروزو. ومن بين الأمثلة على صراع الإنسان ضد الطبيعة في مجال التلفاز: برنامج رجل في مواجهة البرية الذي يظهر فيه المغامر البريطاني بير جريلز وهو يحاول تجنب مخاطر الطبيعة.

### الإنسان ضد النفس
صراع الإنسان ضد النفس هو صراع داخلي. يتحتم على الشخصية في تلك الحالة أن تتغلب على طبيعتها أو أن تختار طريقًا من بين طريقين أو أكثر لتسلكه – إما الخير أو الشر، إما المنطق أو العواطف. صوّر المؤلف هوبير سيلبي جونيور صراعًا جادًا مع النفس في رواية مرثية حلم (1978) التي تسرد عدة قصص عن الإدمان. وفي رواية نادي القتال (1994) بقلم تشاك بولانيك (وكذلك الفيلم المستوحى منها الذي صدر عام 1999) يتنازع بطل الرواية مجهول الاسم مع نفسه، ويتضح لاحقًا أن البطل يعاني من اضطراب الهوية التفارقي. تركز رواية مذكرات بريدجت جونز كذلك على الصراع الداخلي، حيث تواجه بطلة الرواية (برديجت جونز) نوباتها العصبية وعدم ثقتها بنفسها.